# هوينه توك كانغ
هوينه توك كانغ (بالفيتناميةHuỳnh Thúc Khángː) (1 أكتوبر 1876–21 أبريل 1947) هو ناشط ومناهض للاستعمار ورجل دولة وصحفي فيتنامي، شغل منصب وزير الداخلية من 2 مارس 1946 حتى 21 أبريل 1947، ورئيس مجلس النواب من 1926 حتى 1928، كما شغل منصب رئيس فيتنام بالنيابة من 29 مايو 1946 حتى 21 أكتوبر 1946.
بعد ثورة أغسطس، عُيّن وزيرًا للداخلية في 2 مارس 1946، وفي 29 مايو 1946 كان رئيسًا مؤقتًا لفيتنام حتى 21 أكتوبر 1946، حيث كان هو تشي منه يتفاوض في فرنسا، بعدها عاد إلى محافظة كوانغ ناي لمواصلة القتال ضد فرنسا.
توفي في 21 أبريل 1947 في ظروف غامضة، ودفن أعلى جبل ثين آن.